# دهه ۸۱۰ (میلادی)

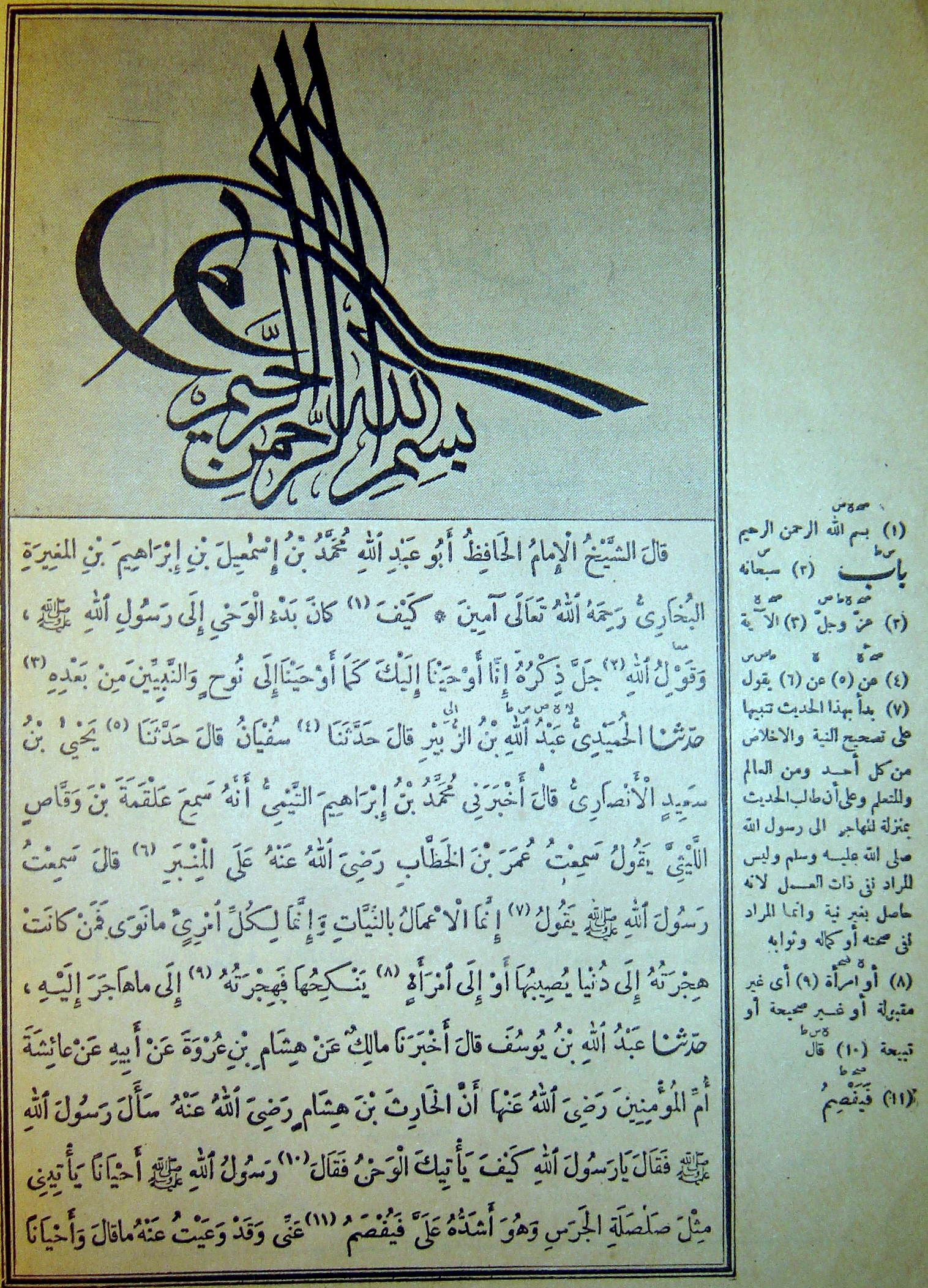
تسخیر صححیح البخاری در دره بولاک (1893-1894) با نقاشی های یونینی

دهه ۸۱۰ (میلادی) دهه هشتاد و یکم تقویم میلادی است.

## درگذشتگان
‎